# انتگرال ریمان–استیلتیس
در ریاضیات، انتگرال ریمان–استیلتیس تعمیمی از انتگرال ریمان است. نام این روش انتگرال‌گیری از دو ریاضی‌دان آلمانی، برنهارت ریمان و توماس استیلتیس گرفته شده است. تعمیم استیلتیس از انتگرال ریمان در مقاله طولانی او در مورد کسرهای مسلسل (تدوین شده در سال ۱۸۹۴ میلادی) پنهان شده بود. اهمیت مقاله او پانزده سال بعد، زمانی که فریش ریس در قضیه نمایش خود آن را به کار برد، آشکار شد.
در اوایل قرن بیستم میلادی تعمیم‌های دیگری از انتگرال ارائه گردید که معروف‌ترین و کاراترین آن‌ها انتگرال لبگ است.

## تعریف و وجود انتگرال ریمان–استیلتیس
- تعریف افراز: فرض کنید [a,b] بازهٔ بسته‌ای باشد. مجموعهٔ {P={a=x۰,x۱,x۲,...,xn-۱,xn=b را یک افراز می‌نامند مشروط بر اینکه a=x۰ <x۱ <x۲ <... <xn-۱ <xn=b.
- تعریف مجموع‌های بالایی و پایینی: فرض کنید تابع f بر [a,b] حقیقی و کراندار و تابع {\displaystyle \alpha } بر [a,b] صعودی و P افراز دلخواهی از [a,b] باشد. در این صورت می‌نویسیم:

{\displaystyle \Delta \alpha _{i}=\alpha (x_{i})-\alpha (x_{i-1})}
واضح است که {\displaystyle \Delta \alpha _{i}\geq 0}.
مجموع‌های بالایی و پایینی را به ترتیب با {\displaystyle U(P,f,\alpha )} و {\displaystyle L(P,f,\alpha )} نشان می‌دهیم و به صورت زیر تعریف می‌کنیم:
{\displaystyle U(P,f,\alpha )=\sum _{i=1}^{n}M_{i}\Delta \alpha _{i}}
{\displaystyle L(P,f,\alpha )=\sum _{i=1}^{n}m_{i}\Delta \alpha _{i}}
که در آن‌ها اعداد Mi و mi به صورت زیر تعریف می‌شوند:
{\displaystyle M_{i}=M_{i}(f)=sup\{f(x)|x_{i-1}\leq x\leq x_{i}\}}
{\displaystyle m_{i}=m_{i}(f)=inf\{f(x)|x_{i-1}\leq x\leq x_{i}\}}
- انتگرال‌های بالایی و پایینی: با مفروضات بالا، انتگرال‌های بالایی و پایینی را به ترتیب به صورت زیر تعریف می‌کنیم:

{\displaystyle \int _{a}^{-_{b}}f\,d\alpha =\inf _{P}U(P,f,\alpha )}
{\displaystyle \int _{-_{a}}^{b}f\,d\alpha =\sup _{P}L(P,f,\alpha )}
هرگاه دو انتگرال بالا با هم برابر باشند در آن صورت گوییم f نسبت به {\displaystyle \alpha } بر [a,b] انتگرال‌پذیر ریمان–اشتیل یس است و می‌نویسیم {\displaystyle f\in R(\alpha )} بر [a,b].
در تعریف بالا هرگاه {\displaystyle \alpha (x)=x}، انتگرال ریمان حالت خاصی از انتگرال ریمان–اشتیل یس می‌شود.